# Lepidonopsis collinifer
Lepidonopsis collinifer är en ringmaskart som beskrevs av Barnich, Sun och Fiege 2004. Lepidonopsis collinifer ingår i släktet Lepidonopsis och familjen Polynoidae. Inga underarter finns listade i Catalogue of Life.